# Haltemprice and Howden (circonscription britannique)
Pour les articles homonymes, voir Howden.

La circonscription dans l'East Yorkshire.

La circonscription d'Haltemprice et Howden  est une circonscription électorale anglaise située dans le Yorkshire de l'Est. Depuis sa création, en 1997, elle est représentée à la Chambre des communes du Parlement britannique par David Davis du Parti conservateur.